# Bellingwolderveen
Bellingwolderveen is een voormalig waterschap in de Nederlandse provincie Groningen.
Het bemalingsschap lag bij Bellingwolde.
Waterstaatkundig gezien ligt het gebied sinds 2000 binnen dat van het waterschap Hunze en Aa's.